# El Pochote, Puebla
El Pochote är en ort i Mexiko.   Den ligger i kommunen Jalpan och delstaten Puebla, i den sydöstra delen av landet, 170 km nordost om huvudstaden Mexico City. El Pochote ligger 520 meter över havet och antalet invånare är 167.
Terrängen runt El Pochote är kuperad. Runt El Pochote är det ganska tätbefolkat, med 149 invånare per kvadratkilometer. Närmaste större samhälle är Huehuetla, 10,0 km väster om El Pochote. I omgivningarna runt El Pochote växer huvudsakligen savannskog.